# Zelandobius hudsoni
Zelandobius hudsoni is een steenvlieg uit de familie Gripopterygidae. De wetenschappelijke naam van de soort is als Leptoperla hudsoni voor het eerst geldig gepubliceerd in 1910 door Hare, maar geldt als nomen dubium.